# Guglielmo Sanfelice d'Acquavella
Guglielmo Sanfelice d'Acquavella (Aversa, 14 de abril de 1834–Nápoles, 3 de enero de 1897) fue un monje benedictino italiano, arzobispo de Nápoles y, más tarde, cardenal de la Iglesia católica.

## Biografía
Guglielmo Sanfelice d'Acquavella nació el 16 de abril de 1834, en Aversa, provincia de Caserta (Italia). 
A los 21 años ingresó en el Abadía de la Santísima Trinidad de Cava de' Tirreni, de la Orden de San Benito, en 1855. 
En 1857 fue ordenado sacerdote. 
En su orden ocupó los cargos de prior y provicario y enseñó griego y latín. 
Fue nombrado arzobispo de Nápoles, en 1878, por el papa León XIII.
El papa León XIII, lo elevó a la dignidad cardenalicia en el consistorio del 24 de marzo de 1884. 
Murió en Nápoles el 3 de enero de 1897.